# 兔唇蝠總科
兔唇蝠總科（學名：Noctilionoidea）為陽翼手亞目下的一個總科，包含了七個科，分別為：煙蝠科、髯蝠科、短尾蝠科、吸足蝠科、兔唇蝠科、葉口蝠科及盤翼蝠科。
兔唇蝠總科為陽翼手亞目下的三個總科之一，另外兩個則為鞘尾蝠總科及蝙蝠總科。目前針對吸足蝠科是否屬於兔唇蝠總科仍存在疑慮，有些研究將其移出兔唇蝠總科，認為牠們屬於蝙蝠總科或鞘尾蝠總科的姊妹群或是將其置於鞘尾蝠總科下的夜凹臉蝠科中。